# Giuseppe Patricolo
Giuseppe Patricolo, né en 1834 à Palerme, et mort dans la même ville en 1905, est un architecte et restaurateur italien.

## Biographie
Patricolo est le découvreur d’une grande partie du patrimoine architectural de la Sicile. Il a procédé à de nombreuses restaurations à Palerme.

## Principales réalisations

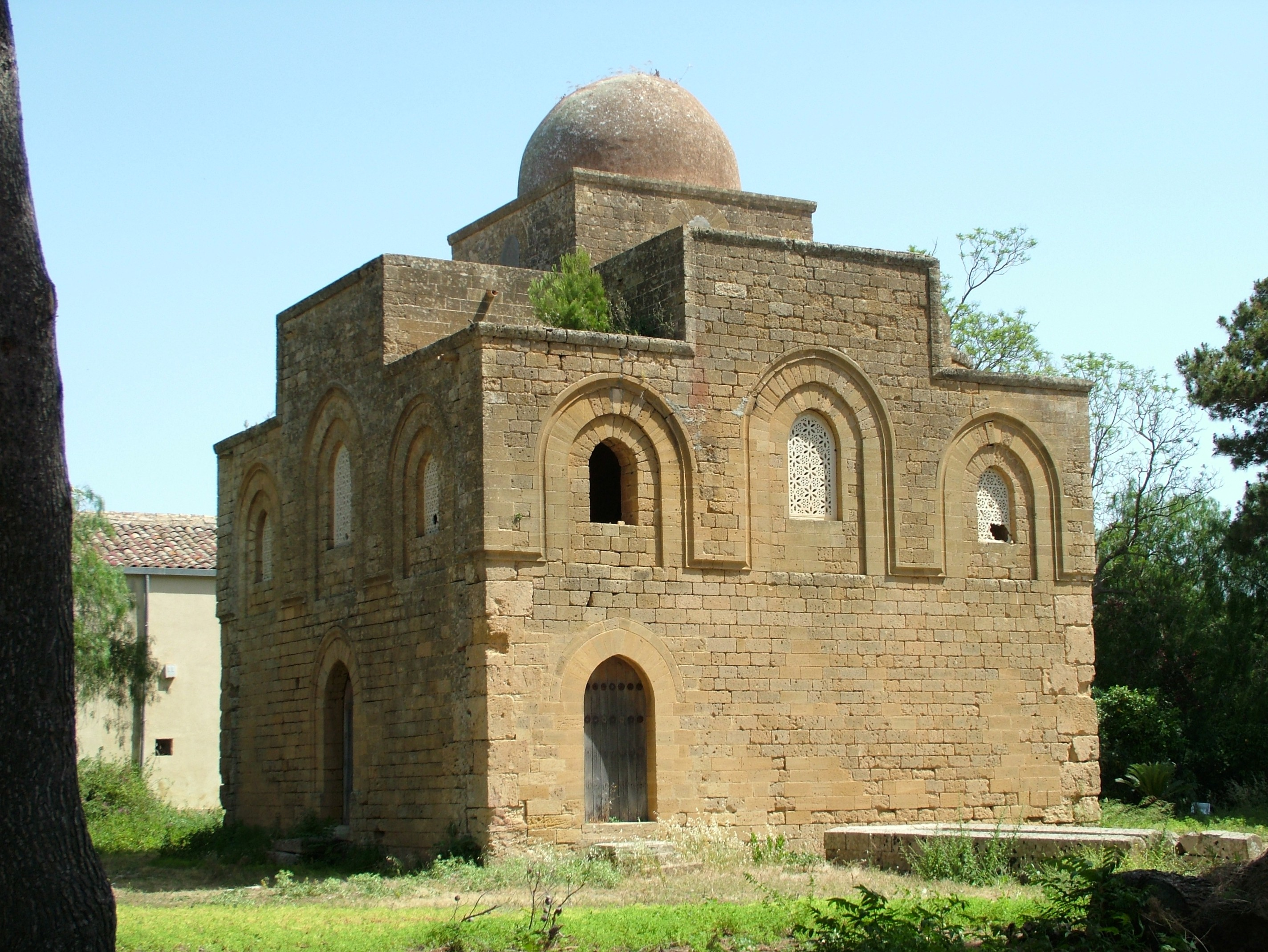
L’église Santissima Trinità di Delia.

- Santissima Trinità di Delia (1880)
- Restauration du cloître de la cathédrale de Monreale
- Chapelles dans le cimetière de Saint-Marie de Jésus à Palerme
- Théâtre de Selinunte Castelvetrano (1870) : la façade néo-classique a un portique à colonnes doriques, une référence aux temples voisins de Selinunte, d’où son nom.
- Restaurations à la cathédrale et à San Francesco à Messine
- Château Pennisi à Acireale
- Sarcophage de Michele Amari dans l’église San Domenico à Palerme

## Source
- (it) Cet article est partiellement ou en totalité issu de l’article de Wikipédia en italien intitulé « Giuseppe Patricolo » (voir la liste des auteurs).